# Nuestra Belleza Latina 2010
Nuestra Belleza Latina 2010 es la cuarta temporada de Nuestra Belleza Latina y también la cuarta temporada transmitida en Univision.El estreno de la temporada fue el martes 9 de marzo de 2010 a las 10pm/9c. Se ha especulado que el espectáculo se trasladaba a los martes como su espectáculo tiempo. El original seguirá los domingos a las 8pm/7c. Las audiciones se mostraron martes, 9 de marzo y el jueves 11 de marzo 10pm/9c.
Las audiciones se celebraron una vez más en cinco principales ciudades de EE. UU. (Los Ángeles, California, Dallas, Texas, que es Miami, Florida, Chicago, Illinois, y Nueva York, Nueva York) y en San Juan de Puerto Rico. Durante el proceso de audición, 73 mujeres jóvenes se les pasa a las semifinales en Miami. Las dos últimas entradas se administra después de una votación en línea se llevó a cabo 26 de febrero de 2010. Julián Gil, que también fue el tercer miembro de Nuestra Belleza Latina 2008, sustituye al anterior juez Jorge Aravena de Nuestra Belleza Latina 2009.
La ganadora del concurso gana un contrato para ser una de las caras nuevas de la personalidad en muchos de Univision programas y entregas de premios y la oportunidad de ganar más de $ 250.000 en efectivo y premios y reinará como Nuestra Belleza Latina 2010 por un año.

## Jurado
- Osmel Sousa
- Lupita Jones
- Julián Gil

### Concursantes
| Resultado                   | Delegada |
| --------------------------- | --- |
| Nuestra Belleza Latina 2010 | - México - Ana Patricia Gámez |
| 2º Lugar                    | - Colombia - Carolina Ramírez |
| 3º Lugar                    | - Puerto Rico - Tatiana Delgado |
| 4º Lugar                    | - Venezuela - Bárbara Moros |
| 5º Lugar                    | - Cuba - Lisandra de la Cruz |
| 6º Lugar                    | - República Dominicana - Fabiola Barinas |
| 7º Lugar                    | - Honduras - Heidy Alvarado |
| 8º Lugar                    | - República Dominicana - Rossibell Mateo |
| 9º Lugar                    | - México - Mayra Zavala |
| 10º Lugar                   | - México - Cynthia Piña |
| 11º Lugar                   | - Nicaragua - Indiana Sánchez |
| 12º Lugar                   | - Argentina - Agostina Fusari |
| Top 20                      | - Colombia - Laura Sierra - México - Sarah López - Nicaragua - Melissa Santos - Panamá - Maricely González - Puerto Rico - Gredmarie Colón - Puerto Rico - Chanty Vargas - Puerto Rico - Juliane Ruiz Rodríguez - Venezuela - Kassandra Cruz |

## Eliminación
| Top 20 | Top 12 | Ganadora | Primera Finalista |

| A Salvo | Ganó el reto semanal | Bottom 3 | Bottom 2 | Eliminada |

| Etapa:  | Etapa:                | Semi-Finales | Finales    | Finales    | Finales    | Finales    | Finales    | Finales    | Gala Final     |
| Semana: | Semana:               | 4/4          | 4/11       | 4/18       | 4/25       | 5/2        | 5/9        | 5/16       | 5/23           |
| Lugar   | Candidata             | Resultados   | Resultados | Resultados | Resultados | Resultados | Resultados | Resultados | Resultados     |
| 1       | Ana Patricia González | Ganó         |            |            | Ganó       |            |            |            | Ganadora       |
| 2       | Carolina Ramírez      |              |            | Bottom 2   | Bottom 3   |            | Bottom 3   |            | 1.ª. Finalista |
| 3       | Tatiana Delgado       |              |            |            |            |            |            |            | 2.ª. Finalista |
| 4       | Bárbara Moros         |              | Bottom 2   |            |            | Bottom 3   | Ganó       | Bottom 2   | 3.ª. Finalista |
| 5       | Lisandra de la Cruz   |              |            | Ganó       |            |            |            | Bottom 3   | 4.ª. Finalista |
| 6       | Fabiola Barinas       |              |            |            |            | Bottom 2   | Bottom 2   |            | 5.ª. Finalista |
| 7       | Heidy Alvarado        |              | Ganó       |            |            |            |            | Eliminada  |                |
| 8       | Rossibell Mateo       |              |            |            | Bottom 2   |            | Eliminada  |            |                |
| 9       | Mayra Zavala          |              |            | Bottom 3   |            | Eliminada  |            |            |                |
| 10      | Cynthia Piña          |              | Bottom 3   |            | Eliminada  |            |            |            |                |
| 11      | Indiana Sánchez       |              |            | Eliminida  |            |            |            |            |                |
| 12      | Agostina Fusari       |              | Eliminada  |            |            |            |            |            |                |
| 13-20   | Chanty Vargas         | Eliminadas   |            |            |            |            |            |            |                |
| 13-20   | Anysha Montalvo       |              |            |            |            |            |            |            |                |
| 13-20   | Melissa Santos        |              |            |            |            |            |            |            |                |
| 13-20   | Maricely González     |              |            |            |            |            |            |            |                |
| 13-20   | Sarah López           |              |            |            |            |            |            |            |                |
| 13-20   | Gredmarie Colón       |              |            |            |            |            |            |            |                |
| 13-20   | Laura Sierra          |              |            |            |            |            |            |            |                |
| 13-20   | Kassandra Cruz        |              |            |            |            |            |            |            |                |